# Carlos G. Vallés

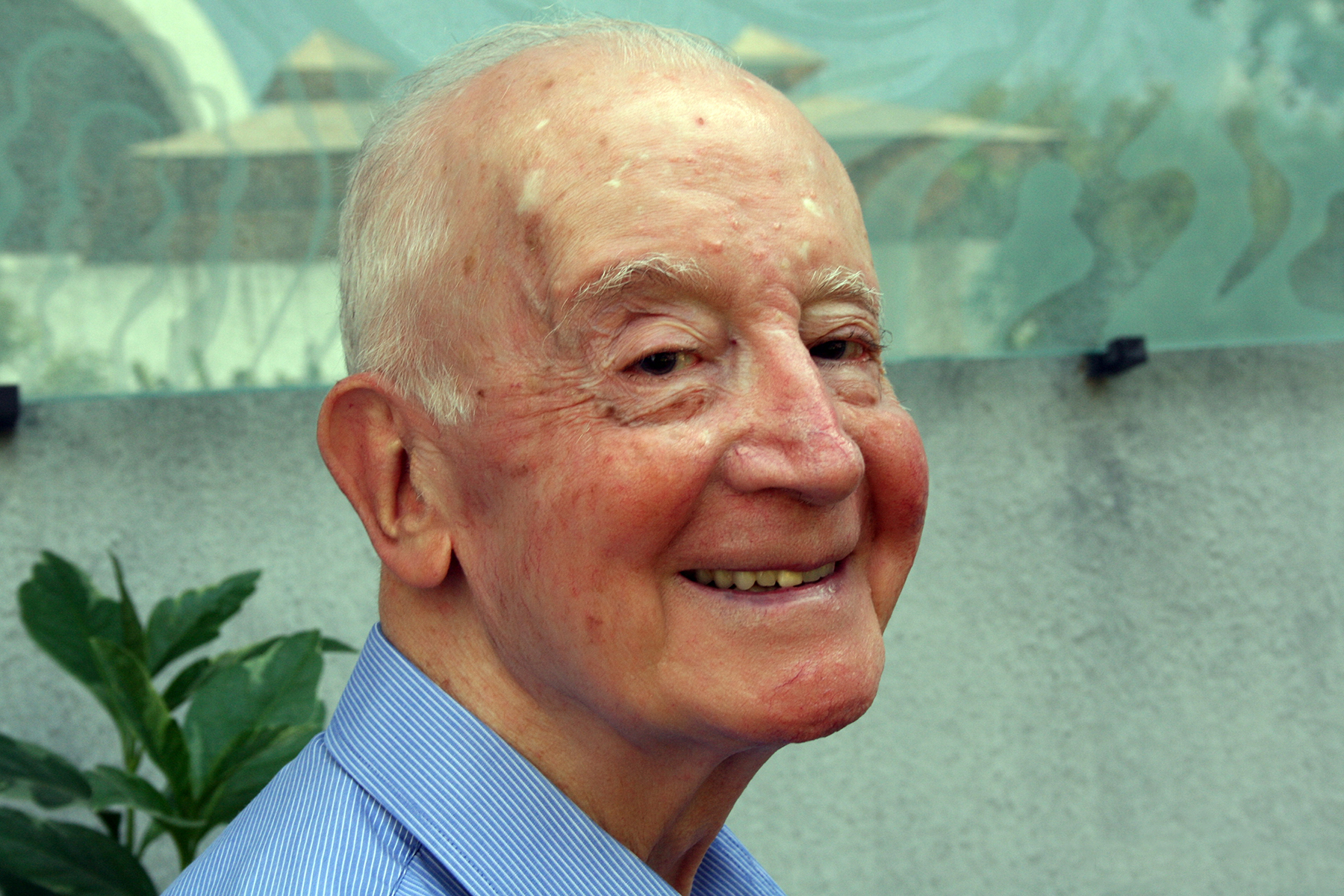
Carlos G. Vallés (2009)

Carlos G. Vallés SJ (* 4. November 1925 in Logroño; † 8. November 2020 in Madrid) war ein spanisch-indischer Jesuit, Autor und Kolumnist sowie Mathematiker.
Vallés trat mit 15 Jahren in das Kleine jesuitische Seminar ein, anschließend in das Noviziat der Jesuiten. 1949 ging er für seinen Orden als Missionar nach Indien. Nach seiner theologischen Ausbildung wurde er am 24. April 1958 zum Priester geweiht.
Während seiner Zeit in Indien lernte er die Gujarati-Sprache, einen indoarischen Zweig der indogermanischen Sprachen, und studierte Mathematik an der University of Madras. Vallés lehrte Mathematik am damals neu eröffneten St. Xavier’s College in Ahmedabad. Er veröffentlichte mehr als hundert Schriften, darunter 12 Mathematikbücher, in Englisch und Spanisch sowie mehr als 75 Bücher in Gujarati; mehrere Bücher Vallés’ sind auch auf Deutsch erschienen. Vallés wurde mehrfach ausgezeichnet, darunter 1978 mit dem Ranjitram Suvarna Chandrak, dem höchsten Preis in der Gujarati-Literatur.
Er war befreundet mit dem indischen Jesuitenpriester und spirituellen Lehrer Anthony de Mello.

## Schriften (Auswahl)
in Englisch:
- Gandhi: Alternative to Violence
- Nine Night in India
- Life with honour
- Leader of leaders
- Teacher to a nation
- Himalayan Blunder
- Cult of excellence
- Two Countries, One Life

in Gujarati:
- Sadachar
- Lagnasagar
- Gandhiji and Navi Pedhi
- Kutumb Mangal
- Dharma Mangal
- Atmiya Kshano
- Vvyaktitva Ghadatar
- Jivan Darshan
- College Jivan
- Charitrya Yagna
- Sanskar Tirth
- Gharna Prashno

in Deutsch:
- Der rücksichtsvolle Dieb. Lebensweisheit in Geschichten, Herder 1994, ISBN 978-3-451-23338-8
- Ich sammle Regenbogen: sich selbst finden, Zwölf-und-Zwölf-Verlag, 1998, ISBN 978-3-930657-08-7
- Lass Gott – Gott sein: Spirituelles Wachstum durch die Weiterentwicklung der eigenen Gottesvorstellung, Santiago-Verlag, 2001, ISBN 978-3-9806468-3-3
- Meine Freunde, die Sinne. Das spirituelle Leben als Integration von Geist und Körper, Santiago Verlag, 2001, ISBN 978-3-9806468-5-7
- Nachgedanken über Anthony de Mello, Santiago-Verlag, 2001, ISBN 978-3-9806468-4-0
- Frei und unbeschwert: das spirituelle Vermächtnis von Anthony DeMello ; Aufzeichnungen aus seinem letzten Sadhana-Workshop, Santiago-Verlag, 2001, ISBN 978-3-9806468-2-6
- Und der Schmetterling sagte .. (Ökologische Meditationen), Goch Santiago Verlag 2001